# Antoine Raguier
Pour les articles homonymes, voir Raguier.
Antoine Raguier, de Champagne, mort le  10 juin 1482 au monastère de Préaux, est un prélat français, évêque de Lisieux au XVe siècle. Il est le neveu de Louis Raguier évêque de Troyes et le frère de son successeur Jacques Raguier.

## Biographie
Antoine Raguier est élu évêque de Lisieux le 6 juin 1474.
À cette époque, l'Église de Lisieux élève une forte contestation contre celle de Bourges. Elle lui dispute saint Ursin pour apôtre et pour premier évêque, le déclare son patron dès l'origine, et se flatte de posséder ses reliques. Il est décidé qu'on procède à l'ouverture de la châsse qui se garde à Bourges. Louis XI est venu en dévotion à Bourges au tombeau de saint Ursin, bien persuadé dès lors que son corps y repose. Jean Cœur, archevêque de cette ville, fait ouvrir en 1475, la châsse en présence du roi, assisté de Jean, évêque d'Avranches, son confesseur, et c'est le corps du saint qui est reconnu.
Antoine a un démêlé avec ses chanoines touchant la juridiction. Il fait un accord avec le chapitre en 1480, sur la juridiction temporelle et spirituelle, tant dans la ville que dans la banlieue.

## Source
- H.  Fisquet, La France pontificale